# Meridià 117 a l'est
El meridià 117 a l'est de Greenwich és una línia de longitud que s'estén des del pol Nord travessant l'oceà Àrtic, Àsia, l'oceà Índic, l'oceà Antàrtic, Austràlia i l'Antàrtida fins al pol Sud.
El meridià 117 a l'est forma un cercle màxim amb el meridià 63 a l'oest. Com tots els altres meridians, la seva longitud correspon a una semicircumferència terrestre, uns 20.003,932 km. Al nivell de l'Equador, és a una distància del meridià de Greenwich de 13.024 km.

## De Pol a Pol
Començant en el pol Nord i dirigint-se cap al pol Sud, aquest meridià travessa:
| Coordenades                               | País, territori o mar        | Notes |
| ----------------------------------------- | ---------------------------- | --- |
| 90° 0′ N, 117° 0′ E / 90.000°N,117.000°E  | Oceà Àrtic                   | |
| 78° 42′ N, 117° 0′ E / 78.700°N,117.000°E | Mar de Làptev                | |
| 73° 37′ N, 117° 0′ E / 73.617°N,117.000°E | Rússia                       | Sakhà óblast d'Irkutsk — des de 60° 8′ N, 117° 0′ E / 60.133°N,117.000°E Krai de Zabaikàlie — des de 56° 48′ N, 117° 0′ E / 56.800°N,117.000°E |
| 49° 43′ N, 117° 0′ E / 49.717°N,117.000°E | República Popular de la Xina | Mongòlia Interior |
| 47° 51′ N, 117° 0′ E / 47.850°N,117.000°E | Mongòlia                     | |
| 46° 21′ N, 117° 0′ E / 46.350°N,117.000°E | República Popular de la Xina | Mongòlia Interior Hebei – des de 42° 25′ N, 117° 0′ E / 42.417°N,117.000°E Beijing – des de 40° 40′ N, 117° 0′ E / 40.667°N,117.000°E Hebei – des de 40° 0′ N, 117° 0′ E / 40.000°N,117.000°E Tianjin – des de 39° 36′ N, 117° 0′ E / 39.600°N,117.000°E Hebei – des de 38° 40′ N, 117° 0′ E / 38.667°N,117.000°E Shandong – des de 37° 50′ N, 117° 0′ E / 37.833°N,117.000°E, passa a través de Jinan (a 36° 39′ N, 116° 58′ E / 36.650°N,116.967°E) Jiangsu – des de 34° 43′ N, 117° 0′ E / 34.717°N,117.000°E Anhui – des de 34° 15′ N, 117° 0′ E / 34.250°N,117.000°E Jiangxi – des de 29° 40′ N, 117° 0′ E / 29.667°N,117.000°E Fujian – des de 27° 7′ N, 117° 0′ E / 27.117°N,117.000°E Guangdong – des de 23° 45′ N, 117° 0′ E / 23.750°N,117.000°E, continent i les illes de Nan'ao |
| 23° 25′ N, 117° 0′ E / 23.417°N,117.000°E | Mar de la Xina Meridional    | Passa entre les disputades illes Spratly |
| 8° 6′ N, 117° 0′ E / 8.100°N,117.000°E    | Filipines                    | Illa de Balabac |
| 23° 25′ N, 117° 0′ E / 23.417°N,117.000°E | Mar de la Xina Meridional    | Estret de Balabac |
| 7° 21′ N, 117° 0′ E / 7.350°N,117.000°E   | Malàisia                     | Sabah – Illa de Balambangan |
| 7° 17′ N, 117° 0′ E / 7.283°N,117.000°E   | Mar de la Xina Meridional    | Badia de Marudu |
| 6° 47′ N, 117° 0′ E / 6.783°N,117.000°E   | Malàisia                     | Sabah – illa de Borneo |
| 4° 21′ N, 117° 0′ E / 4.350°N,117.000°E   | Indonèsia                    | A l'illa de Borneo |
| 1° 12′ S, 117° 0′ E / 1.200°S,117.000°E   | Estret de Macassar           | |
| 4° 29′ S, 117° 0′ E / 4.483°S,117.000°E   | Mar de Java                  | |
| 7° 27′ S, 117° 0′ E / 7.450°S,117.000°E   | Mar de Bali                  | |
| 8° 24′ S, 117° 0′ E / 8.400°S,117.000°E   | Indonèsia                    | illa de Sumbawa |
| 9° 6′ S, 117° 0′ E / 9.100°S,117.000°E    | Oceà Índic                   | |
| 20° 39′ S, 117° 0′ E / 20.650°S,117.000°E | Austràlia                    | Austràlia Occidental |
| 35° 2′ S, 117° 0′ E / 35.033°S,117.000°E  | Oceà Índic                   | Les autoritats australianes consideren això com a part de l'oceà Antàrtic[3][4] |
| 60° 0′ S, 117° 0′ E / 60.000°S,117.000°E  | Oceà Antàrtic                | |
| 66° 49′ S, 117° 0′ E / 66.817°S,117.000°E | Antàrtida                    | Territori Antàrtic Australià, reclamat per Austràlia |